# 叙亚努
叙亚努（Syrianos；卒于437年），新柏拉图主义哲学家，431/432年接替乃师雅典的普鲁塔克成为雅典的柏拉图学园的掌门。现存最有名的著作是对亚里士多德《形而上学》的评注。

## 生平
生于埃及亚历山大港，后来到雅典跟随雅典的普鲁塔克学习，当时老师还有普罗克洛和赫米阿斯。

## 哲学思想
叙亚努哲学成就主要在于形而上学及对柏拉图的注疏。他拓展了杨布里科斯以来的新柏拉图主义的形而上学体系。